# 코드 네임 - 클리너
코드 네임 - 클리너(Code Name: The Cleaner)는 미국에서 제작된 레스 메이필드 감독의 2007년 액션, 코미디, 범죄 영화이다. 세드릭 더 엔터테이너 등이 주연으로 출연하였고 브렛 래트너 등이 제작에 참여하였다.

## 출연

### 주연
- 세드릭 더 엔터테이너
- 루시 리우

### 조연
- 니콜레트 세리단
- 마크 다카스코스
- 칼럼 키스 레니

## 제작진
- 책임프로듀서: 토비 에머리치
- 공동제작: 브래드 젠슨
- 공동제작: 존 쳉
- 공동제작: 롭 머릴리스
- 미술: 더글라스 히긴스
- 의상: 제니 걸렛
- 배역: 하이크 브랜드스타터
- 배역: 코린 메이어스